# Chiesa di Santa Maria in Bressanoro
La chiesa di Santa Maria in Bressanoro sorge a breve distanza da Castelleone, sopra una piccola altura in mezzo alla campagna.
L'originalità planimetrica della struttura e la precocità tipologica la rendono uno degli edifici di culto d'interesse della prima età rinascimentale nel territorio dell'antico ducato milanese. Lo stile architettonico della chiesa si colloca a cavallo tra le tendenze tardo gotico lombarde e le prime esperienze rinascimentali . 

## Storia

### Origini
Il nome del luogo, Bressanoro, ricorda quello di un antico castello. La zona fu un centro rurale importante sia in epoca preromana sia romana, come è dimostrato dai numerosissimi reperti archeologici, in gran parte frammentati, rinvenuti attorno alla chiesa e nella campagna vicina.
L'area dimostra che il luogo, ora dedicato alla Vergine, in tempi lontani fu sacro a divinità pagane. La località, in alcune cronache antiche è contrassegnata con il nome di Brixianora ed è menzionata in riferimento ad una battaglia compiuta fra Milanesi e Cremonesi nel 1100 circa e per l'esistenza prima di una chiesa consacrata a Santa Maria, in precedenza eretta a titolo di San Lorenzo citata in un documento dell'842.
Nell'anno 1186 l'imperatore Federico Barbarossa distrusse Castel Manfredi, posto nella corte di Bressanoro, Castel Bressanoro e tutti i castelli circostanti. Il Vescovo cremonese Sicardo fece costruire nel 1188 la fortezza di Castelleone sul territorio di Bressanoro per la difesa di Cremona contro Milanesi e Cremaschi. La nuova chiesa del castello andò a sostituire le funzioni dell'antica plebana di Santa Maria. 
Nel corso del tempo, in questo luogo si insediarono alcuni frati minori francescani che mantennero la devozione alla Vergine, fra questi venne, poco dopo la metà del Quattrocento, lo spagnolo Amedeo Menez de Sylva che diede origine a un ramo della famiglia religiosa francescana, quella degli Amadeiti.

### Edificazione

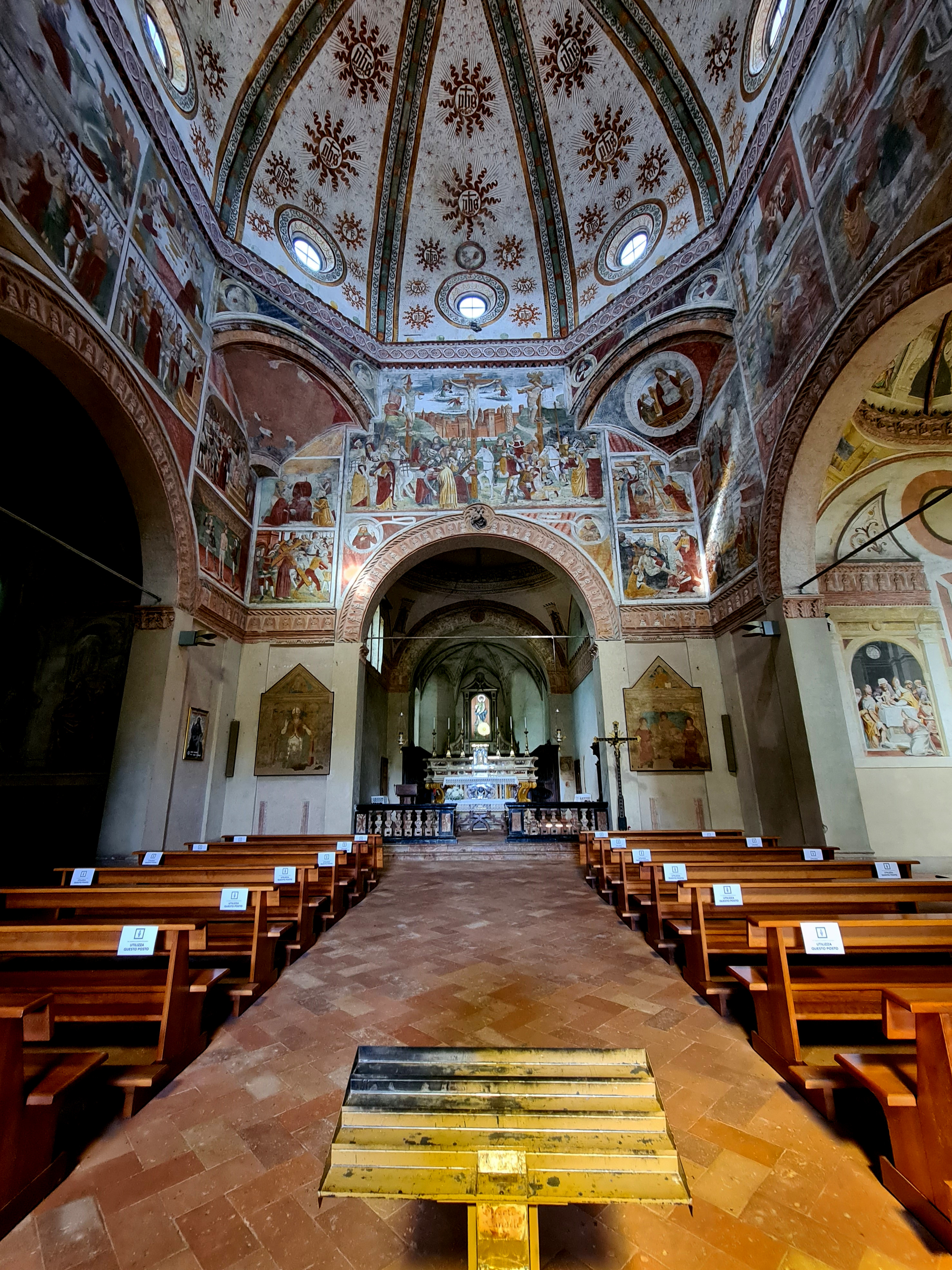
Interno della chiesa di Santa Maria in Bressanoro

Le vicende attorno alla costruzione di Santa Maria in Bressanoro ruotano attorno ad Amedeo da Silva, una delle più grandi figure nel campo religioso: va avvicinato a san Bernardino da Siena, a san Giacomo della Marca e a san Giovanni da Capestrano, i quali miravano a ripristinare la regola di san Francesco d'Assisi e a formare dall'Ordine Serafico, un'unica famiglia al servizio della Chiesa. Durante il suo peregrinare al servizio di Dio, Bianca Maria Visconti, che lo stimava grandemente, lo inviò quale ambasciatore straordinario presso Papa Pio II a Mantova, per trattare alcuni problemi riguardanti il bene spirituale dello Stato di Milano. Per una fortunata circostanza, legata all'alta stima della Duchessa, Amedeo passò da Castelleone e precisamente nella località della Santa Maria Bressanoro, era il 1460. 
L'attuale chiesa venne costruita su volontà di Amedeo da Silvia con l'aiuto dei cittadini castelleonesi tra il 1460 e il 1465, ma ciò non sarebbe stato possibile senza l'interessamento e l'aiuto finanziario fornito da Bianca Maria Visconti. La Duchessa di Milano contribuì generosamente anche per l'erezione dell'ampio complesso monastico che ospitò la comunità francescana. La notizia che il convento era organizzato intorno a tre chiostri, lungo il fianco est della chiesa, trova conferma in un dipinto settecentesco del convento di San Giuseppe da Brescia, dove, nel secondo chiostro è conservata la documentazione affrescata delle sedi conventuali amadeite della provincia di Brescia. Gli Amadeiti rimasero a Bressanoro fino al 1568 quando, per volere di papa Pio V, vennero uniti agli Osservanti della Provincia Francescana di Brescia e nel 1624 a quella milanese.

## Descrizione
La chiesa di Santa Maria in Bressanoro richiama una freschezza di origine lombarda, adattata all'ambiente francescano, un raro documento di architettura, plastica e pittura del tardo Quattrocento. Tre sono le ricchezze originali e singolari che la chiesa presenta: Architettura; Decorazioni in cotto; Pittura.

### Architettura
La chiesa è a croce greca, al quadrato centrale si aggregano quattro bracci minori anch'essi quadrati, sporgenti lungo le ortogonali. Su ogni braccio e sul transetto voltano cinque cupole a spicchi, mascherate esternamente da muratura. Il portichetto è a tre fornici, montato su esili colonnine in cotto. Il portale archi-acuto richiama la vecchia tradizione lombarda: identiche terrecotte con uguali motti, con gli stessi caratteri si trovano sotto la loggia degli Arcimboldi a Milano e simili terrecotte appaiono anche nell'antico edificio dell'Ospedale Maggiore della stessa città. Luca Beltrami, in uno studio del 1885, porta un altro esempio di analoga decorazione in cotto, quella delle finestre di Palazzo Azzanelli a Soncino e lo attribuisce a Rainaldo De Stauris, cremonese della seconda metà del Quattrocento.
La struttura di Santa Maria in Bressanoro, con notevole prevalenza di muratura piena, ricorda l'architettura medievale e un atteggiamento stilistico tardo. È una costruzione che sicuramente ha sentito l'influenza della struttura militare viscontea.
Entrando poi nella chiesa, l'architettura presenta tutt'altra dinamica, l'occhio corre immediatamente al vasto vano centrale, zona di incrocio e centro dello spazio definito da perfette forme quadre comunicanti col nucleo a mezzo della circolarità degli archi. Il coro poligonale, aggiunto nell'abside e il campanile a canna quadra, nello stile di tante torri padane, sono aggiunte cinquecentesche.

### Decorazioni in cotto

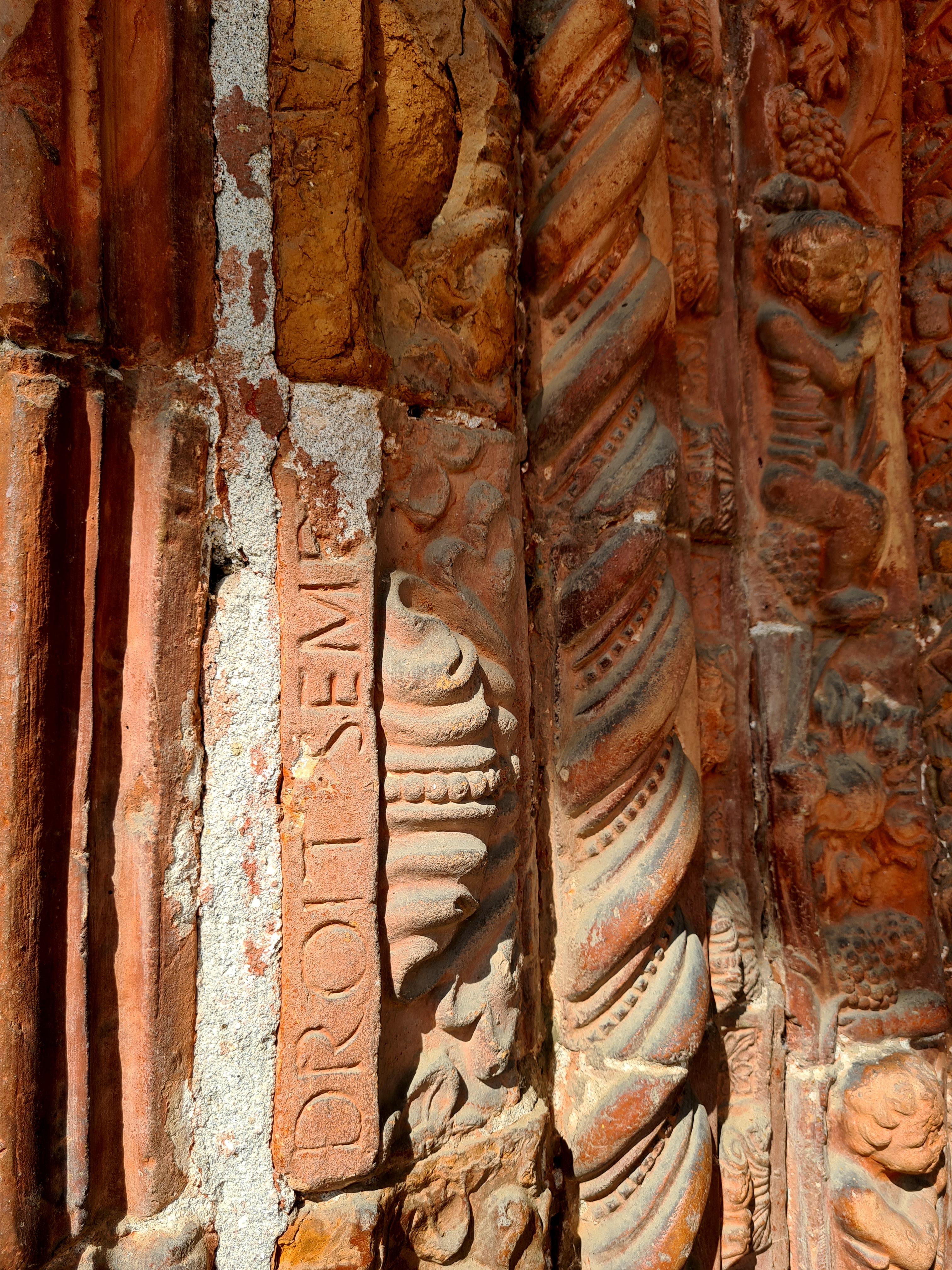
Motto sforzesco: A bon droit – Droit semper

A differenza di altri edifici coevi simili, l'ornamentazione di Santa Maria in Bressanoro è ovunque abbondante. All'esterno, che circondano il portale, sono cinque i motivi sviluppati sulle formelle affiancate: la foglia d'acanto, il tortiglione (elemento ripetuto anche intorno all'oculo e alla cornice delle lesene sulla fronte), una seconda più piccola foglia di acanto fra due rosette, il puttino paffuto abbracciato ad un tralcio di vite tra grappoli di foglie e infine, un fascio di alloro stilizzato, legato da nastri recanti i motti sforzeschi A bon droit – Droit semper (Nel giusto diritto – Sempre nel diritto), ricorrenti anche sul listello esterno dello strombo. L'oculo è ornato da quattro fasce in cotto, la parte inferiore presenta una porzione vuota, a causa del culmine del tetto del pronao addossato alla chiesa. Le due lesene, sono decorate da un fregio a riquadri sovrapposti, separati dal motivo del tortiglione, che ha funzione di cornice. Le formelle ripetono un unico tema, quello dell'angelo orante, a mezzo busto e in posizione frontale, appaiono anche sottostanti decorazioni floreali dove corre un listello con la scritta Droit Semper. All'interno della chiesa la decorazione in cotto è intervallata da quella affrescata che invade ogni metro di spazio sulle pareti.

### Pittura

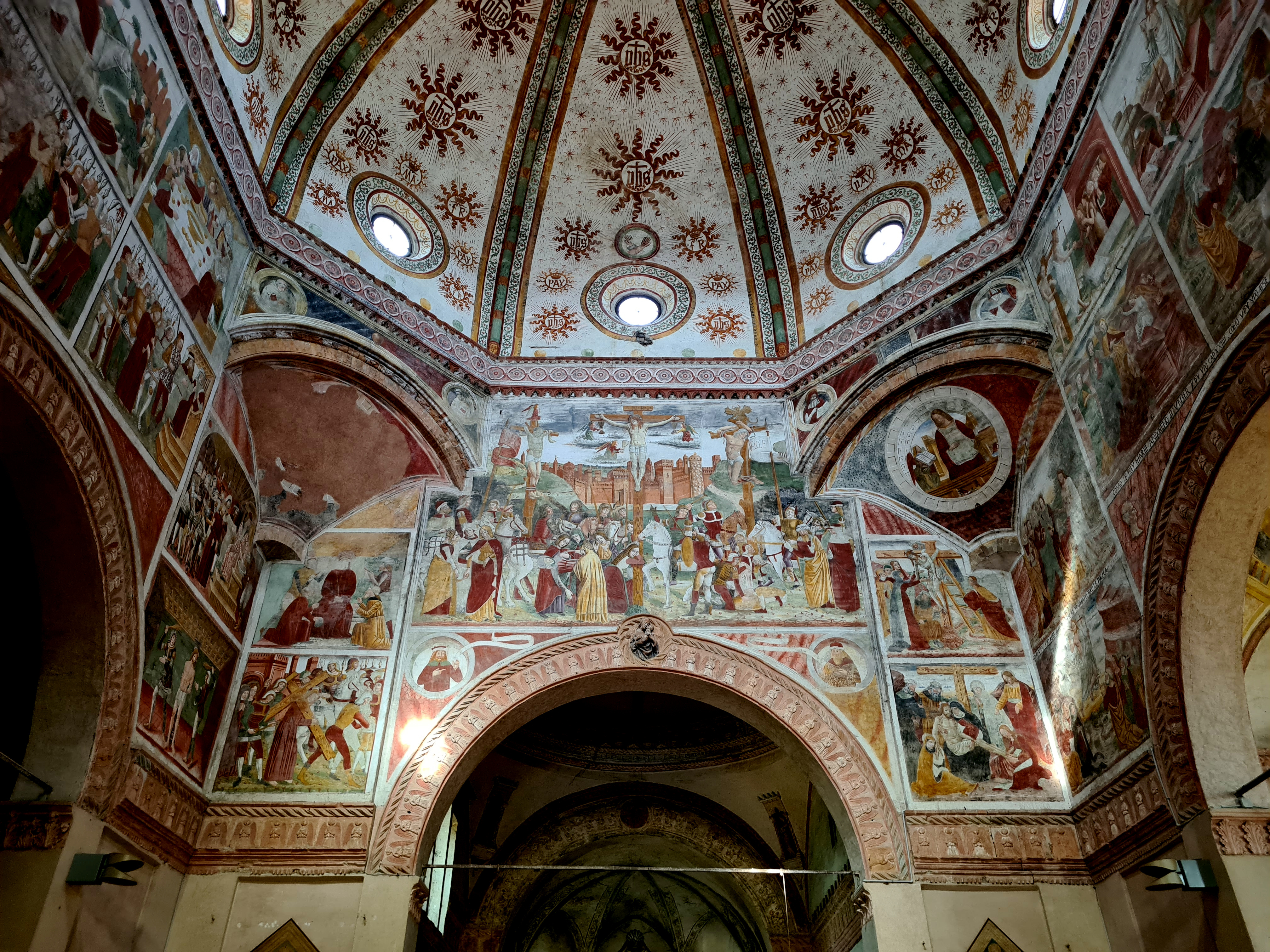
Affresco della Crocifissione - parete est

Un grande ciclo di affreschi copre le pareti del tamburo, vengono rappresentati gli episodi della vita di Cristo in ventinove riquadri. Ognuno di questi ha scritte didascaliche, in volgare, esse si ispirano ai racconti evangelici, esempio della funzione dell'insegnamento affidata all'arte. La pittura rivela l'intervento di mani diverse. Il disegno è illustrativo, la prospettiva mai rigorosa e scientifica, l'abbigliamento è ispirato alla moda contemporanea, i paesaggi sono semplici e privi di veri spunti d'immaginazione, elementari sono le architetture.  
Gli eventi rappresentati sono, nella parete ovest (contro il braccio d'entrata): l'Annunciazione, la Natività, l'Adorazione dei Magi, La strage degli innocenti. Nei sott'archi a sinistra: Il Battesimo di Cristo, La tentazione di Gesù nel deserto. A destra: La Resurrezione di Lazaro, La Lavanda dei piedi. Nella parete nord, verso la cappella dello Spirito Santo o cappella di Sant'Antonio, si trovano i dipinti di evidente risalto coloristico, come quelli della parete est che ospita la Crocifissione. In questi affreschi i protagonisti sono tutti schierati sullo stesso piano. Nella parete nord, perciò, troviamo: L'Ingresso di Cristo in Gerusalemme, l'Ultima cena, L'Orazione nell'Orto degli ulivi, La cattura di Gesù, Gesù davanti a Caifa, Gesù davanti a Erode, Gesù davanti a Pilato e infine La Flagellazione. Nella parete est, sovrastante il presbiterio appaiono: L'Incoronazione di spine, La salita al calvario e al centro della parete viene rappresentata La Crocifissione. A seguire, nel sottarco di destra si trovano La Deposizione e La Pietà. Nella parete sud, a destra del presbiterio, verso la cappella della Beata Vergine, vengono rappresentati i seguenti eventi: La discesa di Gesù al limbo, La Resurrezione, Le Tre Marie al sepolcro, I discepoli di Emmaus. Nei sott'archi a sinistra: L'Incredulità di San Tommaso e L'Ascensione di Gesù mentre a destra: La Pentecoste e Il Giudizio universale. 

#### Cappella della Madonna
Nella cappella della Madonna situata a destra, gli affreschi sono dedicati alla storia della Vergine. Il primo rappresenta il Sogno di Gioacchino e a seguire: L'incontro di Gioacchino ed Anna, L'Entrata di Maria al Tempio, Lo Sposalizio della Vergine, L'Annunciazione, La Visitazione, Il passaggio da Nazareth a Betlemme ed infine la Natività di Gesù. Nella parte inferiore della cappella vi sono affreschi più notevoli, il primo a sinistra rappresenta La Circoncisione di Gesù mentre l'altro grande affresco è La morte della Madonna. L'ultimo, che conclude la vita terrena della Vergine, iniziandone la vita gloriosa in cielo, è quello dell'Assunzione. 

#### Cappella di sant'Antonio
La cappella di Sant'Antonio è situata a sinistra, in origine era detta dello Spirito Santo, per la presenza, al centro, di una tela rappresentante La Pentecoste. Gli affreschi di questa cappella illustrano la chiesa come continuatrice dell'opera di Cristo per mezzo degli Apostoli, assistiti dallo Spirito Santo.  
Nelle pareti laterali sono rappresentati tutti gli Apostoli, al centro domina la statua di Sant'Antonio da Padova. Ai lati vi sono due affreschi: quello di destra rappresenta Santa Maria Maddalena penitente, quello di sinistra, La conversione di San Paolo. Nella parete di destra è rappresentato Il Tempo di Gerusalemme mentre nella cupola sono rappresentati i Quattro evangelisti e i Quattro Dottori Massimi d'Occidente. L'ordine è il seguente: Matteo, Sant'Ambrogio, Luca, Agostino, Giovanni, Gregorio, San Marco e da ultimo, San Girolamo.    
Diversi sono stati gli interventi di restauro alla chiesa, gli ultimi sono databili 2012-2013 e hanno riguardato principalmente il rifacimento dei tetti di Santa Maria in Bressanoro, effettuato con l'antica tradizione dei "Conciatetti".